# Stereodon lignicola
Stereodon lignicola là một loài Rêu trong họ Hypnaceae. Loài này được (Mitt.) Mitt. mô tả khoa học đầu tiên năm 1859.